# Abaco
L'abaco o abbaco (sostantivo maschile) è un antico strumento di calcolo, utilizzato come ausilio per effettuare operazioni matematiche; è il primo strumento usato per i calcoli sin dal XXI secolo a.C. in Cina e nella Mezzaluna Fertile, e utilizzato in seguito anche tra i Greci e i Romani.
Successivamente il termine è passato a indicare, per traslato, anche ogni libretto contenente i primi rudimenti del calcolo aritmetico.

## Etimologia
Il termine "abaco" deriva dal latino abacus, tramite la forma genitiva ἄβακος del greco ἄβαξ, che proviene dall'ebraico ʾābāq (אבק), che a sua volta deriva dall’aramaico e vuol dire "polvere". Infatti il termine originario si riferiva ai primi abachi costituiti da una tavoletta su cui spargere polvere di sabbia.

## Tipologia
L'insieme dei tipi dell'abaco si è arricchito nel corso dei secoli di varie forme. Possiamo distinguere due classi principali:
- abaco a polvere;
- abaco a colonne.

### Abaco a polvere
L'abaco a polvere è un sistema di rappresentazione in forma scritta delle operazioni matematiche e, in forma disegnata, delle figure geometriche. È costituito principalmente da una tavoletta rettangolare di legno o argilla. Su una delle due facce della tavoletta viene sparsa della polvere di sabbia. In seguito, mediante le dita o una bacchetta, si sposta la polvere in modo da tracciare segni che rappresentano le operazioni matematiche e le figure geometriche. Oggi non più in uso, l'abaco a polvere fu adoperato nell'antichità dai Fenici, Ebrei, Greci, Etruschi e Romani. Ne parlano vari autori del passato, ad esempio Marziano Capella nel V secolo in De nuptiis Philologiae et Mercuri:
(Liber VI, De geometria, 575-579)
L'abaco a polvere è anche un tipo di tavola di conto.

### Abaco a colonne

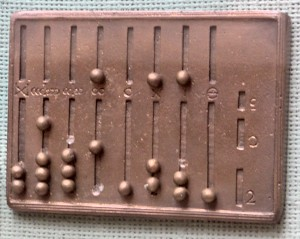
Ricostruzione di un abaco a bottoni di epoca romana

L'abaco a colonne è un sistema per rappresentare in forma visiva i numeri utilizzati in operazioni matematiche molto semplici come l'addizione e la sottrazione. Nell'abaco a colonne elementi di varia natura (sassolini, gettoni, anelli, ecc.) sono allineati su una serie di colonne parallele. Seguendo precise convenzioni nel posizionare tali elementi, si rappresentano dei numeri. È tuttora in uso. Si distinguono i seguenti principali tipi di abaco a colonne:
- abaco a lapilli;
- abaco a bottoni;
- abaco a gettoni;
- abaco ad anelli.

#### Abaco a lapilli
L'abaco a lapilli è costituito da una tavoletta rettangolare che su una delle due facce ha una serie di scanalature parallele. All'interno delle scanalature, seguendo precise convenzioni, vengono collocati lapilli, o sassolini di altri minerali, al fine di rappresentare i numeri. Oggi scomparso, l'abaco a lapilli fu usato nell'antichità dai Greci, Etruschi e Romani. I sassolini erano chiamati "psephoi" dai Greci e "calculi" dai Romani. L'abaco a lapilli è anche un tipo di tavola di conto.

#### Abaco a bottoni
L'abaco a bottoni è una tavoletta rettangolare di bronzo che presenta una serie di fessure parallele. Nelle fessure sono inseriti dei cursori che hanno un'estremità a forma di bottone. Agendo con le dita su tali estremità, si fanno scorrere i cursori e, seguendo precise convenzioni relative alla loro posizione, si rappresentano i numeri. Oggi non più in uso, l'abaco a bottoni fu adoperato nell'antichità dai Greci e dai Romani. L'abaco a bottoni è anche un tipo di tavola di conto.

#### Abaco a gettoni

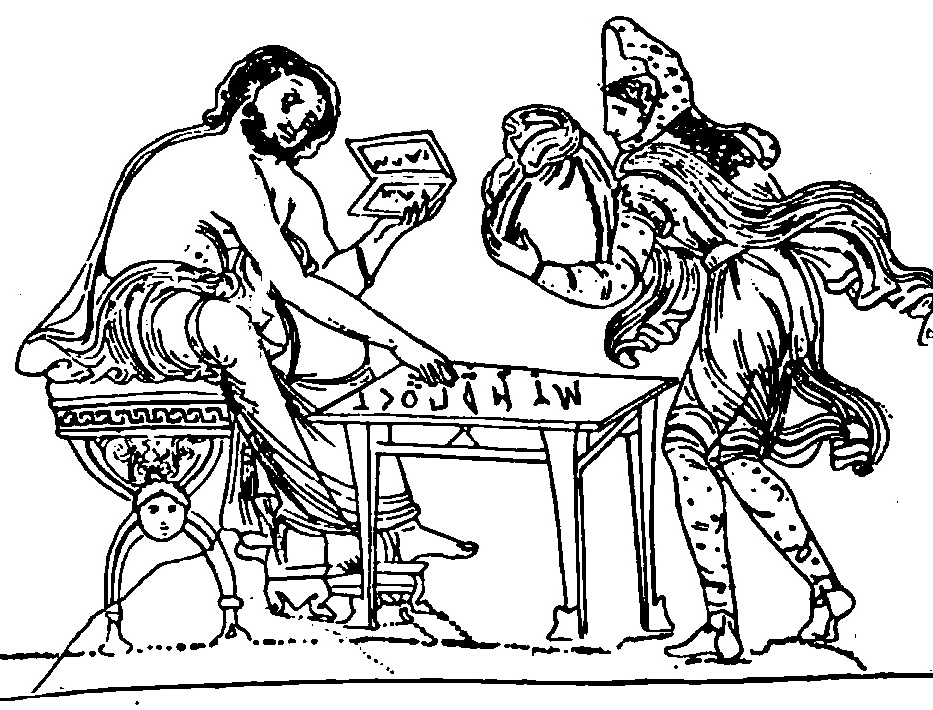
Abaco a gettoni raffigurato sul vaso di Dario

L'abaco a gettoni è costituito principalmente da una tavoletta rettangolare che presenta su una delle due facce una serie di scanalature parallele. All'interno delle scanalature, seguendo precise convenzioni, vengono collocati dei gettoni che rappresentano i numeri. I gettoni sono dei piccoli oggetti discoidali che riportano le cifre sulle facce. Divenne famoso nell'XI secolo l'abaco di Gerberto di Aurillac (più tardi noto come Papa Silvestro II) su 27 colonne e mille gettoni con i numeri naturali da 1 a 9 (mancava il simbolo dello 0 sostituito da uno spazio vuoto) che permetteva di svolgere più rapidamente le operazioni matematiche. L'abaco a gettoni, oggi non più utilizzato, è anche un tipo di tavola di conto.

#### Abaco ad anelli

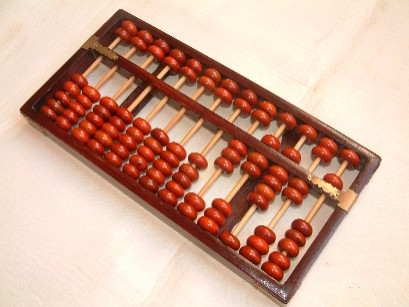
Un moderno suanpan

L'abaco ad anelli è costituito da una serie di aste o fili paralleli, fissati ad un supporto. In ogni asta, o in ogni filo, sono infilati una serie di anelli, che possono scorrere lungo le aste o i fili. Seguendo precise convenzioni nel posizionare gli anelli, si rappresentano i numeri. L'abaco ad anelli è tuttora utilizzato. Tipi di abachi ad anelli:
Suanpan
Il suanpan, tuttora diffuso in Cina. Nella sua moderna forma è costituito da una serie di asticelle parallele fissate ad un supporto rettangolare. Su ogni asticella sono infilati sette anelli. Mediante un'asticella orizzontale, i cinque anelli posizionati più in basso vengono separati dai due anelli posizionati più in alto. Il più antico suanpan di cui si ha notizia risale al XVI secolo e fu trovato all'interno di una tomba.
Soroban
Il soroban è l'abaco ad anelli giapponese. È costituito da una serie di asticelle parallele fissate ad un supporto rettangolare. In ogni asticella sono infilati cinque anelli. Mediante un'asticella orizzontale, i quattro anelli posizionati più in basso sono separati dall'anello posizionato più in alto. Il soroban deriva dal suanpan ed è tuttora utilizzato.
Tschoty
Lo tschoty è l'abaco ad anelli tuttora usato in Russia. È costituito da una serie di asticelle parallele fissate ad un supporto rettangolare. In ogni asticella sono infilati dieci anelli.
Choreb
Il choreb è l'abaco ad anelli in uso in Armenia, simile al tschoty.
Culba
Il culba è l'abaco ad anelli turco, sempre simile al tschoty.

## Funzionamento
Un abaco, nella sua forma più comune, è una tavoletta di forma rettangolare costituita da una serie di guide (fili, scanalature e simili) parallele, che convenzionalmente indicano le unità, le decine, le centinaia e così via. Lungo ogni guida possono essere spostate delle pietruzze (dette calcoli, da cui il termine moderno di accezione matematica) o altri oggetti mobili per eseguire le operazioni aritmetiche. I materiali usati per la costruzione degli abachi e la loro foggia costruttiva variano moltissimo a seconda del luogo e dell'epoca storica, però il funzionamento si basa sempre sul principio fondamentale che il valore di una configurazione di calculi dipende dal posto che occupa, ossia dalla guida su cui è posizionata. In base a questo principio le pietruzze su linee diverse indicano grandezze di ordine diverso, anche frazionarie. Tale principio sarà poi alla base di ogni sistema di numerazione posizionale.
Le operazioni facilitate dall'uso dell'abaco non sono soltanto addizioni e sottrazioni, ma anche moltiplicazioni e divisioni, viste rispettivamente come addizioni e sottrazioni ripetute. Grazie ad opportune configurazioni fisiche dello strumento e determinate tecniche, la velocità di esecuzione dei calcoli può raggiungere livelli ragguardevoli. Tuttavia, l'abaco non può essere considerato una calcolatrice meccanica in quanto non dispone di meccanismi. L'operatore deve eseguire manualmente tutte le operazioni, nulla avviene in modo automatico.

## Storia
L'abaco fu usato in Europa a partire dai periodi degli antichi greci e babilonesi, come riferisce Erodoto (lo stesso storico greco afferma come già gli egizi lo conoscessero); anche nella Roma antica si impiegavano tali strumenti, usando tavolette di metallo con scanalature parallele su cui scorrevano palline mobili oppure tavolette di legno coperte di sabbia.
Anche presso i popoli orientali erano in uso attrezzi simili: in Cina sono stati ritrovati abachi risalenti al VI secolo a.C., che utilizzavano come calcoli bastoncini di bambù.

### Grecia

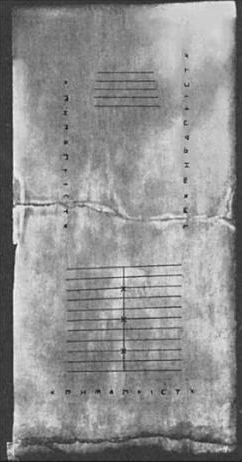
Una prima fotografia della Tavola di Salamina, 1899. L'originale è in marmo ed è conservato presso il Museo Nazionale di Epigrafia di Atene

Le prime testimonianze archeologiche dell'uso dell'abaco greco risalgono al V secolo a.C. Demostene (384 a.C.-322 a.C.) si lamentava del fatto che fosse troppo difficile usare i sassolini per i calcoli. Un'opera teatrale di Alessi del IV secolo a.C. menziona un abaco e dei sassolini per la contabilità, e sia Diogene sia Polibio usano l'abaco come metafora del comportamento umano, affermando «che gli uomini che a volte stavano per il più e a volte per il meno» come i sassolini di un abaco. L'abaco greco era un tavolo di legno o marmo, preimpostato con piccoli contatori in legno o metallo per i calcoli matematici. L'abaco greco fu utilizzato nella Persia achemenide, nella civiltà etrusca, nell'antica Roma e nel mondo cristiano occidentale fino alla Rivoluzione francese.
Una tavoletta trovata sull'isola greca di Salamina nel 1846, e nota come la Tavola di Salamina, risale al 300 a.C. ed è la più antica tavola per contare finora scoperta. Si tratta di una lastra di marmo bianco lunga 149 cm, larga 75 cm e spessa 4,5 cm, sulla quale sono presenti 5 gruppi di segni. Al centro della tavola si trova un insieme di 5 linee parallele equamente divise da una linea verticale, sormontate da un semicerchio all'intersezione della linea orizzontale più bassa con l'unica linea verticale. Al di sotto di queste linee c'è un ampio spazio con una fessura orizzontale che lo divide. Al di sotto di questa fessura si trova un altro gruppo di undici linee parallele, sempre divise in due sezioni da una linea perpendicolare ad esse, ma con il semicerchio in cima all'intersezione; la terza, la sesta e la nona di queste linee sono contrassegnate da una croce nel punto in cui si intersecano con la linea verticale. Sempre di questo periodo, nel 1851 fu portato alla luce il vaso di Dario; era ricoperto di immagini, tra cui un «tesoriere» che teneva una tavoletta di cera in una mano mentre con l'altra manipolava dei contatori su un tavolo.

### Medioevo
L'uso dell'abaco in Europa durò a lungo: nel tardo Medioevo comparve un abaco a linee orizzontali rappresentanti successive potenze di 10; questo strumento cessò di essere impiegato con l'introduzione dei numeri arabi e successivamente venne vietato da un editto napoleonico.
Nel Medioevo in Europa alla parola abaco si attribuiva solitamente il significato di aritmetica in senso generale, a riprova di questo vi è la descrizione dell'abaco e dei calcoli compilata agli inizi dell'XI secolo a Parigi dal matematico Bernelio, allievo di Gerberto di Aurillac (più tardi noto come Papa Silvestro II), che raccolse gli studi e gli scritti di Gerberto e pubblicò il Liber abaci; inoltre vi è il titolo di un importantissimo libro di Leonardo Fibonacci: Liber abbaci, pubblicato nel 1202.

### Scuola d'abaco

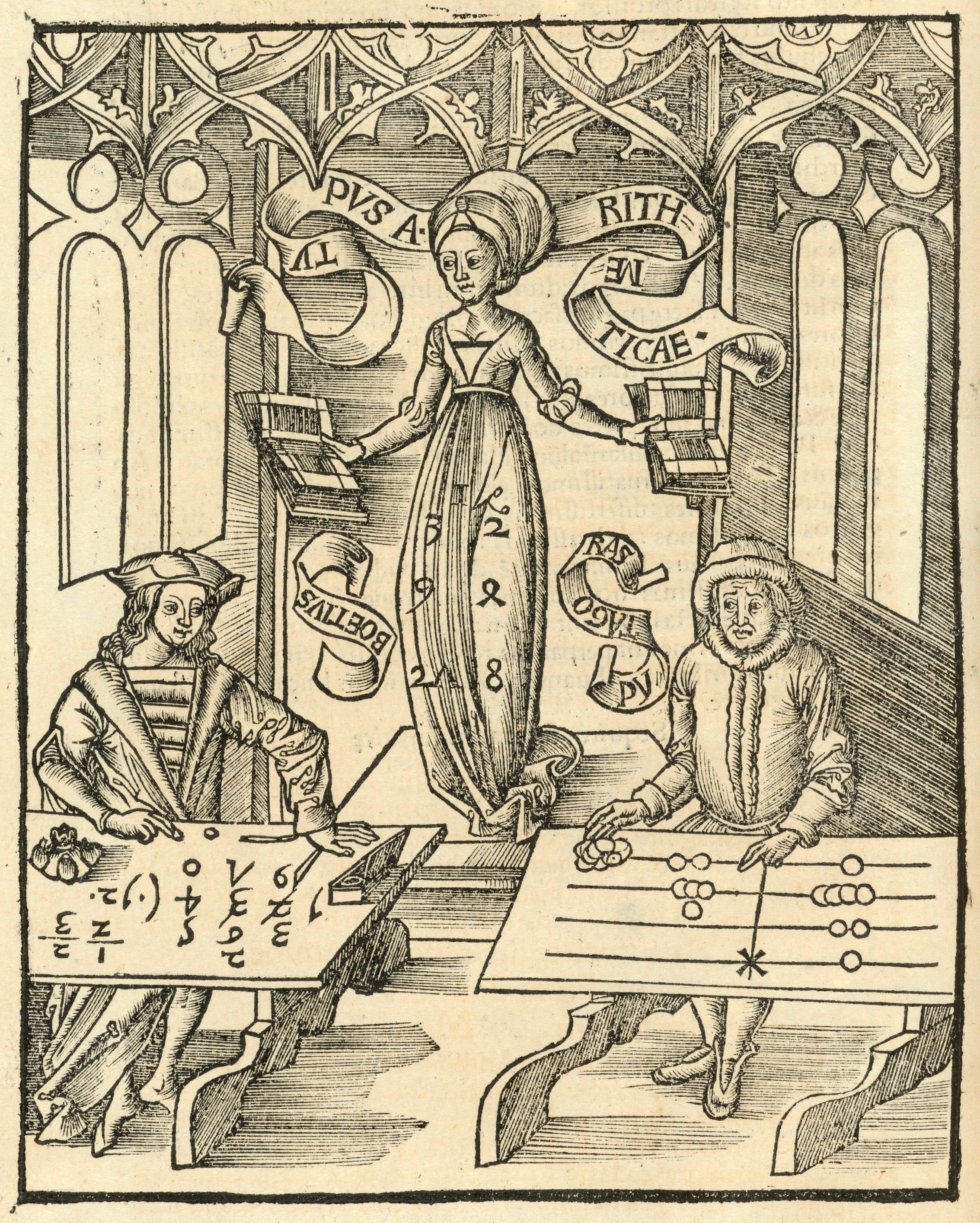
Gli Algoritmisti contro gli Abacisti, dalla Margarita philosophica di Gregor Reisch (1503).

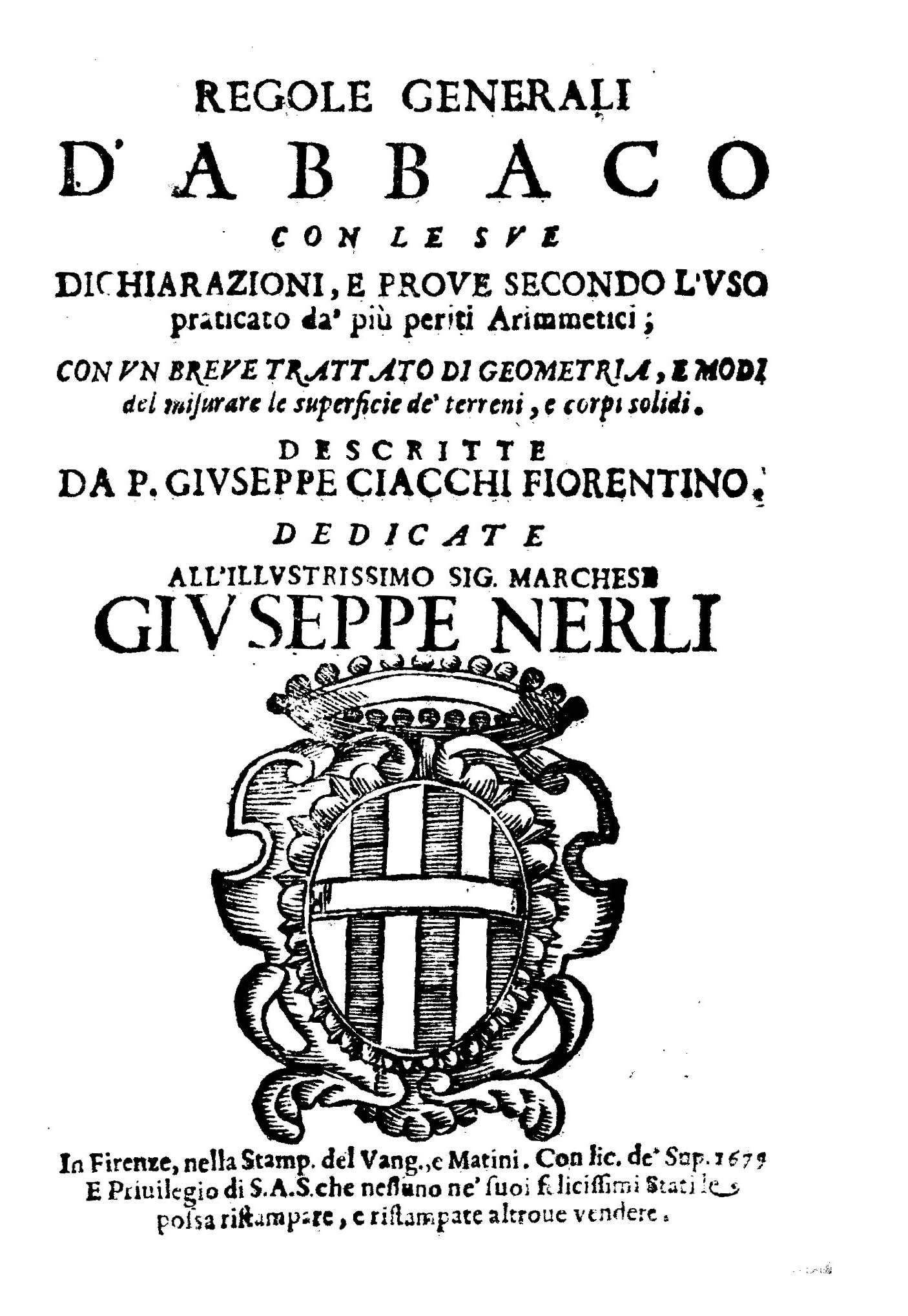
Giuseppe Ciacchi, Regole generali d'abbaco con le sue dichiarazioni e prove secondo l'uso praticato da' più periti aritmetici, 1679

La parola "abaco", in questo caso, assunse una definizione più vasta di quella originaria, e comprese anche la disciplina, il testo scritto e la scuola, basti pensare ai modi di dire "andare all'abaco".

Nel periodo medievale e rinascimentale le scuole d'abaco furono i luoghi preposti per la formazione dei tecnici. Fondate nel XIII secolo, per venire incontro alla necessità degli artigiani, dei mercanti, dei tecnici e di altre categorie professionali, di istruirsi e di addestrarsi, sono equiparabili agli odierni istituti professionali.

L'insegnamento era basato sulla matematica, spiegata con metodi applicativi; l'allievo, o meglio dire l'apprendista, infatti, imparava tramite i metodi dell'osservazione e dell'esercitazione su problemi congruenti al mestiere che stava imparando. I manuali scritti erano pochi, spesso incompleti ed incomprensibili per un buon numero di apprendisti e redatti in lingua volgare.

Benché tra i meriti principali degli abachisti vi fosse l'introduzione delle cifre arabe e la diffusione dell'algebra, presto si verificò una contrapposizione tra essi (legati alla notazione romana) e gli algoritmisti, che propugnavano l'uso della nuova notazione. Si noti a questo proposito l'immagine a fianco, Typus Arithmeticae. Sotto l'egida dell'Aritmetica eseguono calcoli sia Boezio (algoritmista) che Pitagora (abachista).
Nelle immagini seguenti possiamo vedere diversi tipi di abachi utilizzati in Europa nei secoli scorsi. Spesso non erano strumenti trasportabili, ma linee o riquadri tracciati su un piano, dove venivano collocati e spostati dei gettoni. Il più famoso di questi fu l'abaco a scacchiere, utilizzato nelle isole Britanniche, da cui deriva il titolo attribuito al ministro delle finanze inglese: Cancelliere dello Scacchiere.

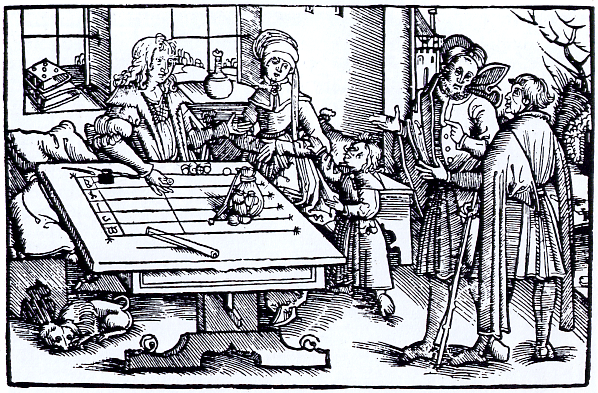
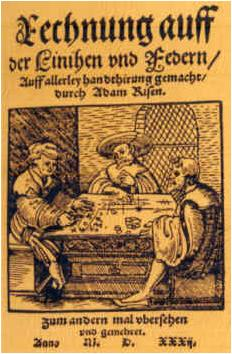
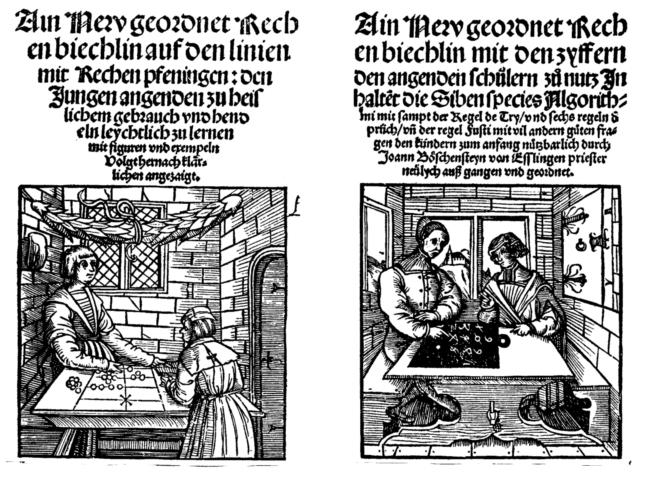
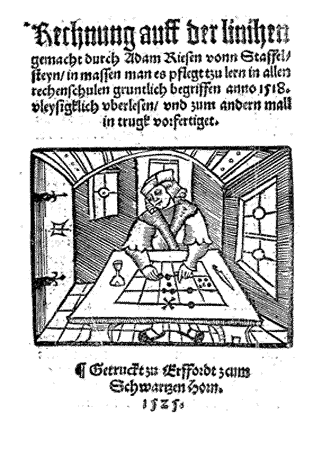
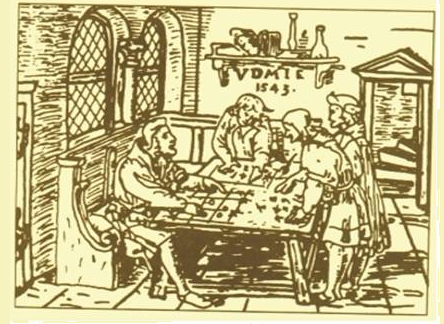
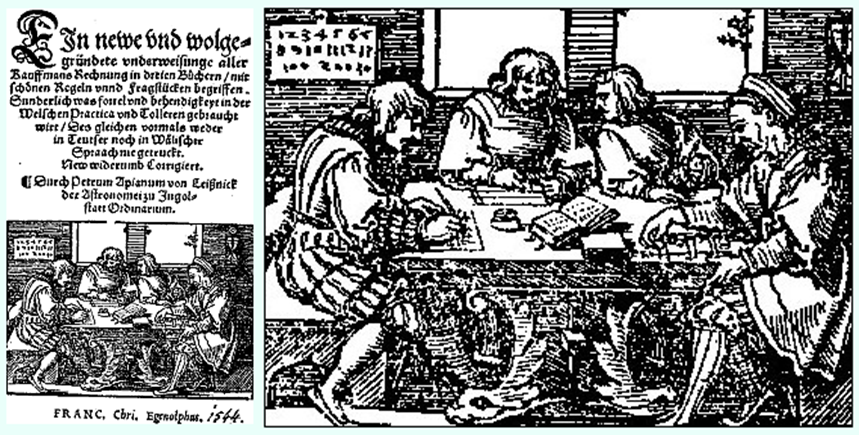
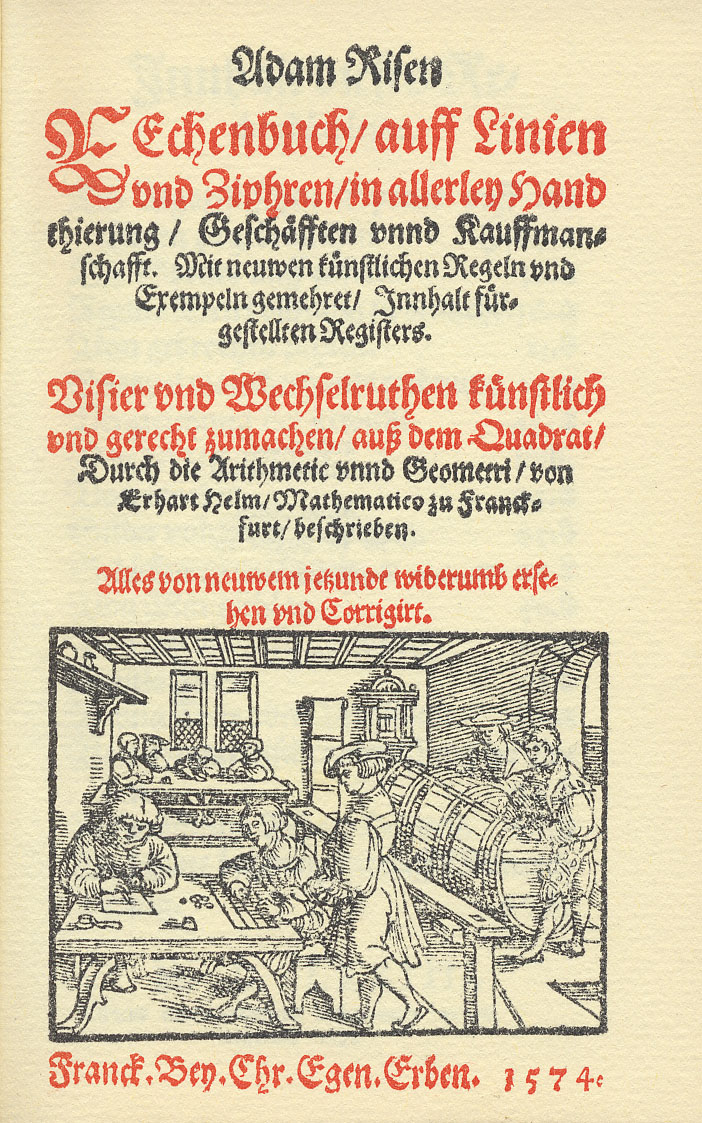

## L'abaco in tempi recenti
In Corea l'utilizzo di abachi è rimasto, fino al XIX secolo; in Cina e in Giappone l'uso di questo strumento è durato a lungo nel tempo (più di quanto sia accaduto nell'Occidente), tanto che ancora nella seconda metà del XX secolo molti negozianti giapponesi utilizzavano un abaco per fare i conti. Nell'abaco giapponese la scanalatura è doppia: la parte inferiore contiene quattro oggetti e quella superiore uno solo, facendo sì che le operazioni ricordino in un certo senso quelle con i numeri romani. Ai giorni nostri l'utilizzo per fini pratici dell'abaco è sempre più ristretto, se non già del tutto scomparso. Possiamo ricordare l'uso di una sua variante (lo schoty) nei paesi della ex Unione Sovietica. Viceversa, l'abaco, soprattutto nella sua variante pallottoliere, viene usato spesso come gioco didattico per bambini. Alcune scuole elementari lo adottano per insegnare ai bambini a contare e ad eseguire alcune semplici addizioni e sottrazioni.
A partire dai primi anni del XX secolo si è diffusa l'abitudine di usare il termine abaco, soprattutto nella variante abbaco, come sinonimo di nomogramma.